# Retorno a la Isla Blanca
Retorno a la Isla Blanca es una novela de aventuras fantásticas escrita por Laura Gallego García. Publicada por Editorial Brief en 2001. Esta fue la novela número trece que escribió Laura Gallego Garcia. La escribió anteriormente a Finis Mundi, aunque Retorno a la Isla Blanca fue publicada después.

## Argumento
En un mundo mágico y rodeado de bosques encontramos a Única, una Mediana de tez azul que vive en Bosque-Verde. Aunque, como su nombre indica, ella es la única que tiene ese aspecto. El resto de habitantes del bosque, sus amigos y vecinos, son completamente diferentes a ella: hay gnomos, duendes y hadas. Pero, ¿por qué Única no tiene iguales?, ¿dónde podrían estar los Medianos de piel azul? Con estas preguntas comienza la aventura que Única y sus amigos van a vivir. Liviana, el hada; Cascarrabias, el duende y Fisgón, el gnomo emprenden un largo viaje junto a Única para encontrar sus raíces y su pueblo.
Única tiene un sueño muy raro, sueña con los Medianos, su gente, pero no es un sueño bonito, más bien se parece a una pesadilla, hay sangre y persecuciones. Única y sus amigos no consiguen descifrar el sueño, pero su viaje juntos les dará las suficientes pistas para entenderlo y  encontrar al pueblo perdido de los Medianos. El punto de partida de la Mediana y sus amigos es el Camino de arena blanca, que según la Abuela Duende es el rastro que dejaban los Medianos al andar. Ese Camino se corta en un punto de Bosque-Verde; por lo tanto, nuestros pequeños amigos deciden desandar lo que el pueblo Mediano anduvo y así averiguar los orígenes de Única y encontrar a su gente.
Durante el viaje, nuestros amigos encuentran pueblos de Medianos, pero están abandonados, vacíos, los Medianos parece que huyeron de varios lugares perseguidos por no se sabe quién o qué. Única y sus compañeros también descubren nuevos paisajes y mundos completamente diferentes a los de Bosque-Verde, como La Cordillera Gris, el Valle Amarillo y más; y también verán que fuera del bosque hay grandes peligros que ni se imaginaban, pero serán ayudados por buenos amigos que conocerán por el camino, como Mattius el juglar y su perro Sirius. ¿Acabará Única encontrando a su familia de Medianos?, ¿qué cosas descubre Única durante su viaje?

## Personajes
Única: Es una Mediana de piel azul que vive en Bosque-Verde, está sola, ya que no hay nadie más de su raza. Es de estatura media, piel azul, cabellos rubios y ojos morados; lo que le hace más especial es su forma de crear música. Con su flauta atada al cuello, Única consigue apaciguar a las bestias y calmar los miedos, pero también transmitir felicidad y encontrar a su pueblo.
Liviana: Es un hada de diez centímetros de altura. Pero Liviana no es un Hada frágil ni miedosa, ella es valiente y aventurera. Gracias a la luz que irradia, a su bondad y a la esperanza que tiene en Única, consigue que todos aprendan a confiar en los demás.
Fisgón: Es un gnomo, y como su nombre nos desvela, no para de meter las narices en cualquier sitio. Le gusta averiguar todo lo que pasa y sobre todo le gusta viajar. Por eso meterá en varios líos a sus amigos. Encontrará a una muy buena compañera de viaje, Silva, la gnomo Escurridiza.
Cascarrabias: Es un duende que no mide más de treinta centímetros. Como su raza, Cascarrabias es un ser bastante gruñón y enfadadizo, aunque tiene un corazón muy grande y quiere mucho a Única. Este Duende cuidará de todos durante el viaje y nunca dejará que les pase nada malo.
Mattius: Es un juglar bastante reservado, no descubriremos hasta bien entrados al final del libro que pertenece a la estirpe de los Elfos, pero ¿es realmente un Elfo? Aun sin mostrar su identidad, Mattius no duda en ayudar a Única y sus amigos, es valiente, apuesto y simpático, y enamorará a nuestra Mediana. Además, los ojos de este juglar cambian de color según su estado de ánimo o la situación en la que se encuentre.
Sirius: El medio perro medio lobo de Mattius, un animal fiel que acompaña a su amo donde sea. 
Abuela Duende: La más anciana y sabia de Bosque-Verde, es muy querida y respetada por todos. Ayudará a Única contándole la historia que sabe sobre su pueblo.
Maza: Es una enana herrera muy hospitalaria. Llevará a Única y sus amigos a ver al Venerable para que les cuente qué hay en los anales sobre los antepasados de la Mediana.
El Venerable: Un enano anciano que estudia toda clase de libros y pergaminos, por eso es muy sabio y sabe muchas cosas del mundo, incluso cuando estuvieron viviendo en su Reino los Medianos a los que Única busca.

## Seres
Extraños, mágicos y diferentes, encontramos las criaturas de este cuento de aventuras.
Medianos: Son gente que no mide más de un metro de altura, tienen la piel azul y crean bellas notas musicales con sus flautas, enseñados por los Elfos. Apacibles y bondadosos, se dice que antiguamente tenían alas y la piel cristalina, los Elfos los llaman los Nereidas, pero una gran maldición cae sobre ellos y huyen escapando del silencio que les persigue, dejando un rastro de arena blanca. Única tiene que averiguar qué es lo que les perseguía a sus antepasados y dónde se esconden.
Hadas: Son seres que rondan entre los diez y quince centímetros de altura. Dulces y delicadas, sus alas desprenden polvillo dorado, aunque Liviana, lejos de ser frágil, es un hada valiente y luchadora a la par que dulce y bondadosa. Estos maravillosos seres también tienen una luz interior que les hace brillar en cualquier lugar oscuro.
Gnomos: Son inquietos y viajeros por naturaleza, les gusta descubrir nuevos lugares y enterarse de todos los secretos que les rodean, son pequeños y se escabullen rápidamente, ya que suelen medir unos quince o veinte centímetros. Curiosos como el que más, hay un dicho que les atañe: “la curiosidad mató al Gnomo”.
Duendes: Se dice que los duendes, además de no medir más de treinta centímetros de altura, son un poquito gruñones, suelen estar enfadados y desconfían de lo desconocido. Aunque, a pesar de eso, son seres con un gran corazón y muy sabios.
Enanos: Pequeños seres más o menos de la misma estatura que los Medianos. Son seres toscos que no hablan mucho, pero muy hospitalarios. Trabajan el metal y las joyas, aunque lo hacen en la oscuridad de las minas, así que son los únicos seres que aguantan la oscuridad durante mucho tiempo.
Humanos: Son gente grande, miden más de un metro y medio de altura. Por naturaleza son buenos, pero se corrompen con facilidad y se interesan más por los bienes materiales que por el corazón de las personas, como los hombres del Señor del Valle, y si se encuentran con algún ser pequeño lo atraparán y comerciarán con él. De todas formas, son valientes y defienden lo que es suyo, y el que es bondadoso siempre ayudará a los demás y dará su vida por quien sea.
Minotauros: Son seres mitad humano mitad toro, son grades y existen dos clases: los minotauros negros, que son seres bondadosos y hospitalarios; y los minotauros rojos, seres crueles y malvados. No son de fiar, hasta que se dan cuenta de que ellos destruyeron a la mayoría de los minotauros negros y tiñeron sus pieles de rojo, ahora, se dan cuenta de que no hicieron bien.
Elfos: Seres altos y esbeltos, bellos y juveniles, tienen las orejas puntiagudas y las pieles color castaño. Son muy sabios y bondadosos, aunque  pueden llegar a ser obstinados y egoístas, ya que debido a su sabiduría a veces eran arrogantes. Pero a pesar de todo, los Elfos son gente buena y valiente, y los que más saben sobre el pueblo Nereida, la familia de Única.
Nereidas: Son seres alados que vivían en la hermosa Isla Blanca, son gente agradable y pacífica. Llenos de luz y bondad un día uno de ellos comete un crimen horrible, mata a uno de sus hermanos y se produce una cruel guerra, parecida a la de los minotauros. A raíz de este penoso hecho, estos seres son condenados a vivir debajo del agua bajo el castigo del más absoluto silencio y las pieles se les tiñen de azul, pero poco a poco urden un plan para escaparse de su condena. Dejando un rastro de sal de mar, llegan al Reino de los Elfos, los cuales les enseñan el arte de la música para evadir al silencio, aunque nunca consiguen despistarlo, y deciden marchar. Vagan por varios Reinos hasta que desaparecen, y sólo queda uno de ellos (ahora llamados Medianos), que es Única.
Trolls y Trasgos: No los encontramos en el cuento, pero se nombran y sabemos que son seres malignos y peligrosos que salen de noche, ya que los trasgos duermen de día y los trolls se convertirían en piedra si saliesen a la luz del sol.

## Reinos
Los Reinos que Laura nos describe son muy diferentes entre sí, y como si de un cuadro lleno de colores se tratara, cada color representa un reino.
Bosque-Verde: En este Reino viven toda clase de seres mágicos y extraños, Gnomos, Hadas y Duendes, muy gentiles y bondadosos. Es un lugar muy verde, lleno de vegetación y muy amplio, nuestros amigos nunca llegan a explorar el bosque entero.
La Cordillera Gris: Es un lugar oscuro, ya que se sitúa dentro de una gran montaña. En este Reino viven los Enanos, excavadores y trabajadores del metal, y aquí se ocupan día y noche de sus quehaceres para extraer las joyas y metales para armamento que luego venderán a los Humanos.
El Valle Amarillo: Este color que le caracteriza no es hierba, sino cereales, lo que se cultiva en el Reino de los Humanos, para luego hacer pan, bizcochos, etc., y así alimentarse.
Las Montañas Rojas: El Reino donde habitan los Minotauros, antes negro, aunque se tiñe de rojo por culpa de la guerra. Es un lugar peligroso, hay guardianes por todas partes con grandes y afiladas armas.
El Mar de Zafir: En este lugar vivieron condenados los Nereidas (la familia de Única), ahora llamados Medianos, durante muchos siglos, sus alas se cayeron y sus pieles se tiñeron de azul, el color del mar. Aquí encontraremos el Templo del Silencio, el Reino maldito donde vivieron los Nereidas, situado debajo del agua, en el cual no podían soltar ni media palabra.
La Isla Blanca: Este es el origen de los Nereidas, su Reino. Aquí vivían desde hacía muchos milenios unos seres alados y pacíficos, los antepasados de Única. Es un lugar precioso, con  una gran montaña que tiene la cumbre cubierta de nieve, situado entre la niebla del Mar de Zafir.